# Diaea simplex
Diaea simplex là một loài nhện trong họ Thomisidae.
Loài này thuộc chi Diaea. Diaea simplex được Yajun Xu, Han & S. Q. Li miêu tả năm 2008.